# جاي باروشيل
جاي باروشيل (بالإنجليزية: Jay Baruchel)‏ مواليد 9 أبريل 1982 في أوتاوا، أونتاريو، كندا، هو ممثل وكاتب وكوميدي كندي بدأ مسيرته الفنية عام 1995. مثل عدة أفلام كوميدية وحقق عدة نجاحات، من الأفلام التي مثلها فيلم فتاة المليون دولار وحبلت والرعد الاستوائي وأدّى دور البطولة في أفلام منها هي خارج دورتي والتروتسكي وكيف تروض تنينك والساحر المتدرب وهذه هي النهاية.

## الأعمال
- 2000: بالكاد مشهور
- 2003: لعبة الانتقام
- 2004: فتاة المليون دولار
- 2007: حبلت
- 2008: الرعد الاستوائي
- 2009: ليلة في المتحف 2
- 2010: كيف تروض تنينك
- 2010: التروتسكي
- 2010: الساحر المتدرب
- 2013: هذه هي النهاية
- 2014: روبوكوب
- 2014: كيف تروض تنينك 2
- 2006-2007: نمبرز
- 2012-الآن: تنانين: حماة قرية بيرك
- 2015-الآن: رجل يبحث عن امرأة

## وصلات خارجية
- جاي باروشيل على موقع IMDb (الإنجليزية)
- جاي باروشيل على موقع ألو سيني (الفرنسية)
- جاي باروشيل على موقع ميوزك برينز (الإنجليزية)
- جاي باروشيل على موقع أول موفي (الإنجليزية)
- جاي باروشيل على موقع بوكس أوفيس موجو (الإنجليزية)
- جاي باروشيل على موقع قاعدة بيانات الأفلام السويدية (السويدية)
- جاي باروشيل على موقع إن إن دي بي (الإنجليزية)
- جاي باروشيل على موقع قاعدة بيانات الفيلم (الإنجليزية)
- جاي باروشيل على موقع كينوبويسك (الروسية)